# Arabicnemis caerulea
Arabicnemis caerulea é uma espécie de libelinha da família Platycnemididae..
Pode ser encontrada nos seguintes países: Omã, Emirados Árabes Unidos e Iémen.
Os seus habitats naturais são: rios, nascentes de água doce, canais e valas.
Está ameaçada por perda de habitat.